# Mariënvelde

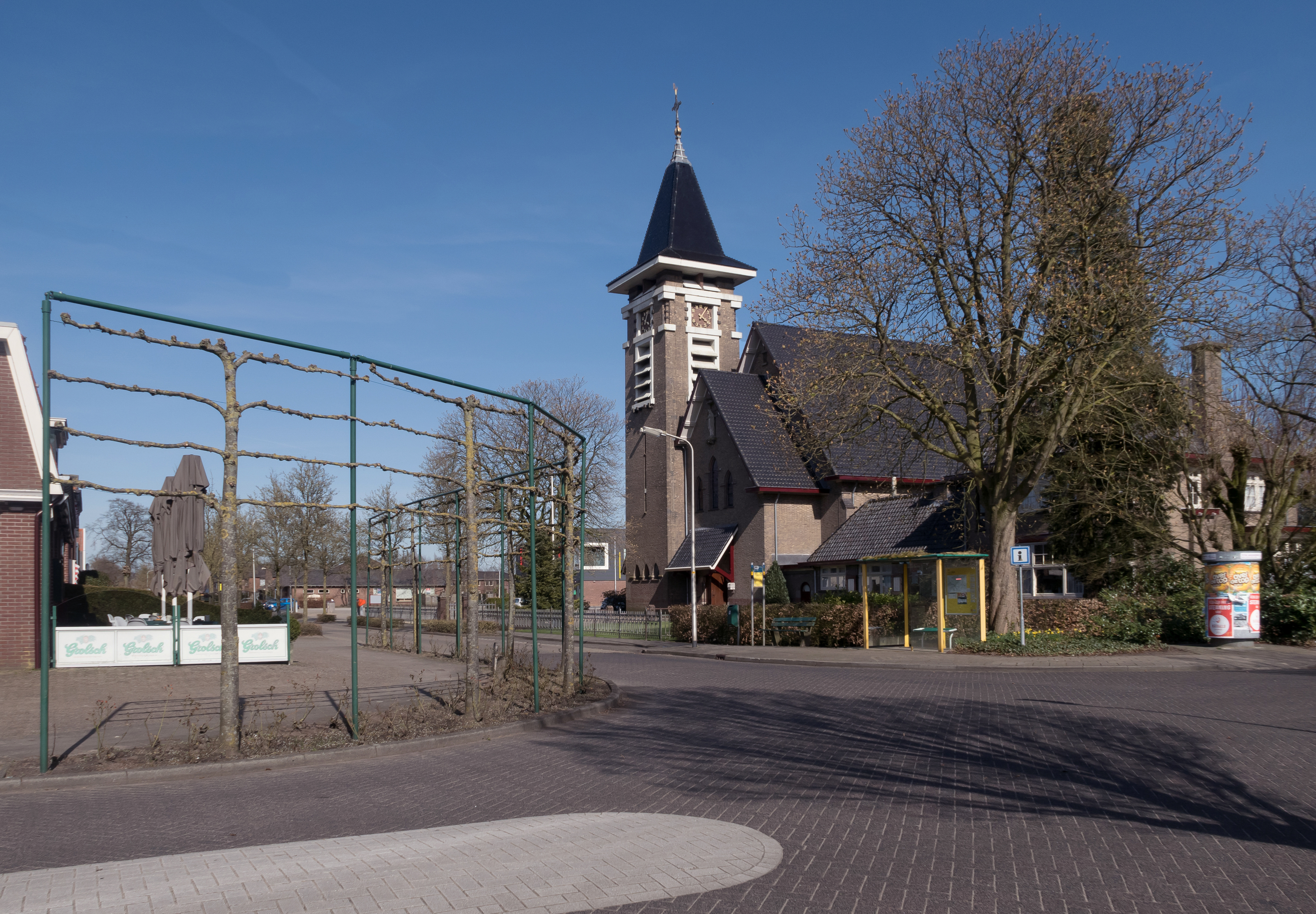
Mariënvelde, l'église: la Onze Lieve Vrouw van Lourdeskerk

Mariënvelde est un village situé dans la commune néerlandaise d'Oost Gelre, dans la province de Gueldre. Le 1er janvier 2007, le village comptait 1 516 habitants.
Jusqu'en 1932, le village s'appelait Achter-Zieuwent, que-ce que veut dire: devant-Zieuwent.